# 2020년 일본의 텔레비전 드라마 목록
다음은 2020년에 일본의 텔레비전에서 방송 예정인 드라마 프로그램을 나열한 목록이다.

## 1분기
- 《#목격 가전》(Abema TV)
- 《10의 비밀》(칸사이 TV)
- 《100자 아이디어를 드라마로했다!》(TV 도쿄)
- 《BS 쇼텐 드라마 스페셜 초대 하야시야 기쿠조》(BS 닛테레)
- 《DASADA》(닛폰 TV)
- 《ESPER~에스퍼~》(TOKYO MX)
- 《LINE 대답 함께~남자와 여자의 착각~》(TSUTAYA 프리미엄)
- 《TAT~도쿄 애프터 토크~》(YouTube)
- 《TERAKA~시작의 형태~》(류큐 아사히 방송)
- 《검객장사 결혼식의 밤》(후지 TV)
- 《경시청 수사 1과장 설날 스페셜》(TV 아사히)
- 《경시청 수사 자료 관리실~BACK TO THE 음악 교실 전락 죽음 사건~》(BS 후지)
- 《경시청 수사 자료 관리실 스페셜~아카시 유키오, 최후의 3일~》(BS 후지)
- 《골드!》(NHK)
- 《과장 바보 일대》(히카리 TV)
- 《교장》(후지 TV)
- 《그들을 보면 알 수》(WOWOW)
- 《그리고, 유리코는 혼자가되었다》(칸사이 TV)
- 《금붕어 공주》(NHK BS 프리미엄)
- 《기린이 온다》(NHK)
- 《나고야행 마지막 열차 2020》(나고야 TV)
- 《나는 어디에서》(TV 도쿄)
- 《나만이 17세의 세계에서》(Abema TV)
- 《내일의 가족》(TBS)
- 《내세에는 제대로 하겠습니다》(TV 도쿄)
- 《너와 만난 10+3회》(U-NEXT)
- 《니함의 여행》(에히메 아사히 TV)
- 《대머리 주름 주름 가끔 사랑》(TV 아사히)
- 《또 '37 세컨즈'~휠체어 여자의 도전~》(NHK BS1)
- 《라면 너무 좋아 코이즈미 상 2대째》(후지 TV)
- 《런치 미팅 탐정~사랑과 음식과 수수께끼와~》(요미우리 TV)
- 《마음의 상처를 치유하는 것》(NHK)
- 《마치! 부흥 버렸구나!》(TOKYO MX)
- 《망각의 사치코 신춘 스페셜》(TV 도쿄)
- 《맹구부목~인생에 일어나는 작은 기적~》(NHK 월드 JAPAN)
- 《목욕이나 씨 날씨 2》(V ☆ 파라다이스)
- 《몰라도 좋은 것》(닛폰 TV)
- 《물색의 사랑》(Twitter 드라마)
- 《뭉크의 절규는 뷰티풀》(NHK)
- 《미국에 뒤지지 않았다 남자~임마 총리 요시다 시게루~》(TV 도쿄)
- 《반주자》(BS-TBS)
- 《백도 흑도 아닌 세계에서, 판다는 웃는다》(요미우리 TV)
- 《분홍색 탐방~전설의 풍속~》(영화 채널 NECO)
- 《불협화음 불꽃의 형사 VS 얼음의 검사》(TV 아사히)
- 《병실에서 염불을 외지 마세요》(TBS)
- 《병원의 치료 방법~닥터 아리하라의 도전~》(TV 도쿄)
- 《브래지어를 버리고 여행을 떠나자~미즈하라 키코의 세계 일주 혼자 여행~》(Hulu)
- 《미우라 부장, 오늘 부로 여성입니다.》(NHK)
- 《사랑은 계속될 거야 어디까지나》(TBS)
- 《사무의 수》(dTV)
- 《사부》(NHK BS 프리미엄)
- 《사어녀짱 예이!》(YouTube)
- 《사일런트 보이스 행동 심리 수사관·타케오카 에마 특별편 악마의 학문》(BS TV 도쿄)
- 《사형인~정의의 증명~》(TV 아사히)
- 《상식의 가면 벗겨냅니다 비밀 잠입원 에이스》(NHK)
- 《성☆형님 제III기》(NHK)
- 《세대전쟁》(마이니치 방송)
- 《속박 그녀》(TOKYO MX)
- 《쇼난 순애조!》(Amazon 프라임 비디오)
- 《수사회의는 거실에서 그릇!》(NHK BS 프리미엄)
- 《순찻집에 사랑을》(후지 TV TWO)
- 《슈카츠 가게》(NHK BS 프리미엄)
- 《신 미나미의 제왕~바이트 테러의 유혹~》(칸사이 TV)
- 《신 미나미의 제왕~잃어버린 정~》(칸사이 TV)
- 《심령 마스터 테이프》(엔타메~테레)
- 《스나이퍼 토키무라 세이기의 일하는 방식 개혁》(주부 닛폰 방송)
- 《아리무라 카스미의 촬영 휴일》(WOWOW)
- 《아버지와 아들의 지하 아이돌》(WOWOW)
- 《아빠가 한 번 사랑을 했다》(토카이 TV)
- 《알리바이를 깨드립니다》(TV 아사히)
- 《앞으로 3 회, 널 볼》(칸사이 TV)
- 《야마무라 미사 서스펜스 카리야 아버지 딸 시리즈 20작 기념~교토 하이쿠 투어 살인사건!》(TV 아사히)
- 《야마무라 미사 트래블 미스터리 철도 경찰관 수사 파일》(TBS)
- 《어서와~항상 젊은 도시·이세~》(토카이 TV)
- 《어제 뭐 먹었어? 설날 스페셜》(TV 도쿄)
- 《얼라이브 암 전문의의 카르테》(후지 TV)
- 《엑·스·트·라!!!》(칸사이 TV)
- 《여고생의 낭비》(TV 아사히)
- 《연속 살인귀 개구리 남자》(U-NEXT)
- 《오늘은 ㄷ자로》(BS TV 도쿄)
- 《오오에도 스팀 펑크》(오사카 TV)
- 《오토 리버스의 사랑》(NHK BS8K)
- 《오퍼레이션 Z~일본 파멸, 미룰 수없는~》(WOWOW)
- 《왼손 한 개의 슈팅》(BS-TBS)
- 《요코미조 세이시 단편집 II》(NHK BS 프리미엄)
- 《운명에서 시작되는 사랑 -You are my Destiny-》(FOD)
- 《위작 남자는 괴로워》(NHK BS 프리미엄)
- 《유루캠Δ》(TV 도쿄)
- 《음양사》(TV 아사히)
- 《의붓 엄마와 딸 사이의 늘임표》(파라비)
- 《의붓 엄마와 딸의 블루스 2020년 근하신년 스페셜》(TBS)
- 《이 남자는 인생최대 실수!》(TV 아사히)
- 《이웃집 마살라》(NHK)
- 《이유있어 화성에서 살았습니다~선택된 4인~》(WOWOW)
- 《전설의 엄마》(NHK)
- 《전신 형사》(TV 아사히)
- 《전원 보이스》(TV 사이타마)
- 《절대영도~미연범죄잠입수사~》(후지 TV)
- 《제츠메시 로드》(TV 도쿄)
- 《종료 때도, 오두막집 더 때에도》(닛폰 TV)
- 《종착역 시리즈 36 ~눈 반딧불~》(TV 아사히)
- 《주말 남자 온천 동행회》(TV 오사카)
- 《주재 형사 Season2》(TV 도쿄)
- 《주판 사무라이 바람의 이치베에 SP~천공의 매~》(NHK BS4K)
- 《죽고 싶은 밤에 한해》(마이니치 방송)
- 《중3, 겨울, 도망자》(dTV)
- 《짙은 잿빛의 상자 속에서》(TV 아사히)
- 《철썩 달라 붙은 여자~5개의 지옥편~》(TBS)
- 《초점이 맞지 않은 가족》(NHK BS 프리미엄)
- 《초콜릿 전쟁~아침에 길을 듣지 않으면 밤에 죽음과도 가능입니다~》(TV 가나가와)
- 《천국에서의 러브송》(후쿠오카 방송)
- 《최후의 여자》(TV 도쿄)
- 《취활생일기》(NHK)
- 《코스기 켄지 서스펜스 당번 변호사 카지와라 후지코의 사건 파일》(TV 도쿄)
- 《코타키 형제와 사고팔고》(TV 도쿄)
- 《타치바나 노보루 청춘 비망록 스페셜》(NHK BS 프리미엄)
- 《테세우스의 배》(TBS)
- 《톱 나이프-천재 뇌외과의의 조건-》(닛폰 TV)
- 《트리플 미션!!!~여배우들의 꿈, 드라마했습니다~》(히카리 TV)
- 《파나우루 왕국 이야기》(류큐 아사히 방송)
- 《파레토의 오산~케이스워커 살인 사건~》(WOWOW)
- 《파천황 피닉스》(TV 아사히)
- 《퍼스트 러브》(NHK BS 프리미엄)
- 《펜션·사랑은 분홍색》(후지 TV)
- 《하무라 아키라~세계에서 가장 불운한 탐정~》(NHK)
- 《하이포지 1986년, 두번째 청춘.》(TV 오사카)
- 《하치오지 좀비즈》(TOKYO MX)
- 《한자와 나오키 II 에피소드 제로~표적이 된 한자와 나오키의 암호~》(TBS)
- 《해바라기~미야자키 전설~》(TV 미야자키)
- 《행장 노자키 슈헤이》(WOWOW)
- 《허래스먼트 게임 아키키츠 vs 카토쿠 여자》(TV 도쿄)
- 《형사와 검사 관할과 지검의 24시》(TV 아사히)
- 《홈 룸》(마이니치 방송)

## 2분기
- 《1979 시작의 이야기~한다 수레 축제 탄생 비화~》(CAC)
- 《2020년 5월의 사랑》(YouTube)
- 《3ROOMS》(NHK)
- 《8일에 죽은 괴수의 12일 이야기》(YouTube)
- 《B면 여자》(토카이 TV)
- 《BG~신변경호인~ season2》(TV 아사히)
- 《CODE1515》(BS 후지)
- 《FAKE MOTION-탁구의 왕-》(닛폰 TV)
- 《GARO ‒VERSUS ROAD‒》(TOKYO MX)
- 《Girls2~9인의 기적~》(TV 도쿄)
- 《KING OF DANCE》(요미우리 TV)
- 《Life 선상의 우리》(Rakuten TV)
- 《Living》(NHK)
- 《love⇄distance》(Paravi)
- 《M 사랑해야 할 사람이 있어서》(TV 아사히)
- 《MIU404》(TBS)
- 《THE HEAD》(Hulu)
- 《THE LAST SCENE》(YouTube)
- 《가정부 남자 미타조노 4》(TV 아사히)
- 《가재의 사람》(TV 아사히)
- 《괜찮아 WHEN LIFE HITS YOU HARD》(YouTube)
- 《걷는 사람》(NHK BS4K)
- 《검은 화집~증언~》(NHK BS 프리미엄)
- 《경시청 수사 1과장 2020》(TV 아사히)
- 《고든 탐정 사무소》(YouTube)
- 《곧 죽을 거니까》(NHK BS 프리미엄)
- 《괴짜가족》(TV 도쿄)
- 《그리스 신화 극장 신들과 사람들의 일상》(TOKYO MX)
- 《길티~이 사랑은 죄입니까?~》(요미우리 TV)
- 《나는 누구인가?》(YouTube)
- 《나와 너의》(YouTube)
- 《날아라! 공업 고등학교 마칭 밴드부~울보 선생님이 우리에게 가르쳐 준 것~》(주쿄 TV 방송)
- 《너의 꿈 실현합니다 가챠~아이돌편~》(YouTube)
- 《당신은 범인이 아닙니다》(TV 도쿄)
- 《더블 부킹》(닛폰 TV)
- 《더블 앙코르》(YouTube)
- 《도바 슌이치 서스펜스 '라스트 라인'》(TV 도쿄)
- 《도쿄 남자 도감》(칸사이 TV)
- 《도쿄 러브 스토리》(FOD)
- 《루~타이완 익스프레스~》(NHK)
- 《레이와 2년 온라인 회식 해 보았다》(YouTube)
- 《렌탈 아무것도 하지 않는 사람》(TV 도쿄)
- 《만능사원 오오마에》(닛폰 TV)
- 《미만경찰 미드나잇 러너》(닛폰 TV)
- 《미소짓는 사람》(TV 아사히)
- 《미식탐정 아케치 고로》(닛폰 TV)
- 《백일의 까마귀 2》(TV 아사히)
- 《버리고 야, 아다치 씨.》(TV 도쿄)
- 《사랑보다 좋아하지, 안됩니까? 사랑 홈 관전 2020》(RCCPLAY!)
- 《사랑스런 니나》(FOD)
- 《사일런트 보이스 행동 심리 수사관·타케오카 에마 Season2》(BS TV 도쿄)
- 《서무 행원·타카가 몬도 4》(TV 아사히)
- 《세계는 3으로되어있다》(후지 TV)
- 《슈츠 2》(후지 TV)
- 《스위치》(TV 아사히)
- 《스카이 파크에 모여 있어요!》(YouTube)
- 《스파이의 아내》(NHK BS8K)
- 《아만자쿠 전 외과의의 암살자 마지막 싸움》(TV 도쿄)
- 《야규일족의 음모》(NHK BS 프리미엄)
- 《에어 걸》(TV 아사히)
- 《여러 번 죽는다.》(TOKYO MX)
- 《여자친구》(BS TV 도쿄)
- 《연하 남친》(아사히 방송)
- 《영상연에는 손대지 마!》(마이니치 방송)
- 《옐》(NHK)
- 《오늘의 네코무라 씨》(TV 도쿄)
- 《인터넷 괴담 × 백 이야기》(YouTube)
- 《오오에도 그레이트 저니~더 신궁 참배~》(WOWOW)
- 《올바른 록밴드를 만드는 방법》(닛폰 TV)
- 《와타누키씨의 집과》(TV 도쿄)
- 《와카코와 술 Season5》(BS TV 도쿄)
- 《요괴도감》(TV 도쿄)
- 《우리들의 Yeah!!》(YouTube)
- 《우주 동창회》(닛폰 TV)
- 《우치다 야스오 서스펜스 신·시나노의 콜롬보~오이와케 살인 사건~》(TV 도쿄)
- 《운석 가족》(토카이 TV)
- 《원격의 사랑》(TikTok)
- 《원숭이를 만날》(dTV)
- 《월경 수사》(TV 도쿄)
- 《이세계 선술집 '노부'》(WOWOW)
- 《인터넷 흥망기》(Paravi)
- 《작은 이야기》(YouTube)
- 《재고용 경찰관》(TV 도쿄)
- 《좋아요! 히카루 겐지군》(NHK)
- 《주주(제2기)》(Hulu)
- 《지금 온라인 싸움중》(YouTube)
- 《지금 이니까, 신작 드라마 만들어 보았습니다》(NHK)
- 《천사에 요청을~인생 마지막 소원~》(NHK)
- 《철의 뼈》(WOWOW)
- 《코세카이가의 비밀》(Twitter)
- 《콘노 사토시 서스펜스 기수 23》(TV 도쿄)
- 《탐정 유리 린타로》(칸사이 TV)
- 《태양은 움직이지 않는다》(WOWOW)
- 《토츠가와 경부의 사건부 위험한 상금》(TV 도쿄)
- 《피넛버터 샌드위치》(마이니치 방송)
- 《피플~AI와 결혼 생활 시작했습니다~》(WOWOW)
- 《필살 사업인 2020》(아사히 방송)
- 《행렬의 여신~라면 서유기~》(TV 도쿄)
- 《형사 제로 스페셜》(TV 아사히)
- 《홈 낫 얼론》(NHK)
- 《후지와라 타츠야의 3번도》(TV 도쿄)

## 3분기
- 《1억엔의 안녕》(NHK BS 프리미엄)
- 《13(써틴)》(토카이 TV)
- 《13인의 자객》(NHK BS 프리미엄)
- 《17.3 about a sex》(AbemaTV)
- 《30금 그것은 30세 미만은 사절인 사랑》(FOD)
- 《40만 킬로 저편의 사랑》(TV 도쿄)
- 《56년째의 실연》(NHK BS 프리미엄)
- 《Akiko's Piano 피폭한 피아노가 연주하는 화음》(NHK BS 프리미엄)
- 《DISTORTION GIRL》(YouTube)
- 《DIVER-특수 잠입반-》(칸사이 TV)
- 《JOKE~2022 공황 전달!》(NHK)
- 《One Day’s Diary》(TBS 채널 2)
- 《TV연극 석세스장 2》(TV 도쿄)
- 《U.F.O. 먹고 타임리프》(YouTube)
- 《검사·사가타~원한을 새기는~ 제5탄》(TV 아사히)
- 《경시청 유실물 수사 파일》(TV 도쿄)
- 《공포신문》(토카이 TV)
- 《긴자 검은 고양이 이야기》(칸사이 TV)
- 《거친 계절의 소녀들이여》(마이니치 방송)
- 《그가 나에게 사랑에 빠진 이유》(TOKYO MX)
- 《그래도 나는 여행을 하고 싶다.~지금 이야말로 여행 스타일~》(TV 오사카)
- 《그녀가 성불 할 수 없는 이유》(NHK)
- 《그 아이가 태어나...》(FOD)
- 《기묘한 이야기 `20 여름 특별편》(후지 TV)
- 《꽃의 선생님》(TV 아사히)
- 《꿈의 책방을 둘러싼 모험》(NHK)
- 《나의 가정부 나기사 씨》(TBS)
- 《난 노래를 부르고 싶다 재중, 라이브 부활까지의 이야기》(닛폰 TV)
- 《남학교》(TV 도쿄)
- 《누군가가 보고있다》(Amazon 프라임 비디오)
- 《니시무라 교타로 트래블 미스터리 72 토츠가와 경부의 라스트 라인》(TV 아사히)
- 《닛포리 찰리스》(아사히 방송)
- 《돈의 사이가 사랑의 시작》(TBS)
- 《드라마 스페셜 기억 수사~신주쿠 히가시서 사건 파일~》(TV 도쿄)
- 《디아 페이션트~정의 카르테~》(NHK)
- 《리얼 프린세스》(NHK)
- 《라하이나 눈》(YouTube)
- 《류큐 트라우마 나이트 레전드 2020》(오키나와 TV 방송)
- 《마이 러브 마이 베이커》(히카리 TV)
- 《말씀해 집 소믈리에 오샤코!》(TV 도쿄)
- 《명건축에서 점심을》(BS TV 도쿄)
- 《모델, 극단 시작했습니다.》(YouTube)
- 《목욕 걸!》(TV 도쿄)
- 《무용암 은거 수행 4》(BS 아사히)
- 《미결의 여자 경시청 문서 수사관 Season2》(TV 아사히)
- 《미츠이시 켄의 도쿄 헌옷 날씨 특별편》(BS 후지)
- 《민낯》(Vimeo)
- 《불륜을 공개하고 있습니다》(아사히 방송)
- 《불요불급의 은하》(NHK)
- 《사랑에 눈먼 부모 청춘 백서》(닛폰 TV)
- 《서무 행원·타카가 몬도 5》(TV 아사히)
- 《서투른 그녀 시즌 2~Women Want to Talk, Men Want to Run Away~》(TOKYO MX)
- 《스테이 호머》(YouTube)
- 《스포트라이트》(TOKYO MX)
- 《시간을 달리는 밴드》(FOD)
- 《식스틴 증후군》(FOD)
- 《신고! 사랑의 노래》(Paravi)
- 《아슬아슬한 두사람 -K2- 이케부쿠로 형사과 칸자키·쿠로키》(TBS)
- 《아무도 모르는 시무라 켄~남긴 마지막 메시지~》(닛폰 TV)
- 《아저씨는 귀여운 것이 좋아.》(요미우리 TV)
- 《아키하바라@DEEP2.0》(Amazon 프라임 비디오)
- 《야미시바이(생)》(TV 도쿄)
- 《언성 신데렐라 병원 약사의 처방전》(후지 TV)
- 《여자 구르메 버거부》(TV 도쿄)
- 《옛날, 좋아했던 사람에서 LINE이 도착했다.》(LINE)
- 《오늘부터 우리는!! 스페셜》(닛폰 TV)
- 《오오에도 원령 이야기》(NHK BS 프리미엄)
- 《오야후코도리의 시궁창 사랑》(TV 니시닛폰)
- 《오케하자마 OKEHAZAMA~오다 노부나가~(가제)》(후지 TV)
- 《요괴 쉐어하우스》(TV 아사히)
- 《요괴인간 베라~Episode0~》(Amezon)
- 《용의 길 두 얼굴의 복수자》(칸사이 TV)
- 《우리들은 미쳤다》(닛폰 TV)
- 《우리들은 위험하지~멋진 게을리 형사들》(마이니치 방송)
- 《원격 살해》(닛폰 TV)
- 《유류수사 스페셜》(TV 아사히)
- 《응》(NHK)
- 《이것은 몰래 서머》(NHK)
- 《이상한 형사 스페셜》(TV 아사히)
- 《인터넷 괴담 × 백 이야기 시즌 2》(YouTube)
- 《작동하지 않을 사람들》(TV 도쿄)
- 《절약 록 조금 특별편》(hulu)
- 《질투》(TV 아사히)
- 《태양의 아이》(NHK)
- 《한여름의 소년~19452020》(TV 아사히)
- 《한자와 나오키(제2시리즈)》(TBS)
- 《형사 7인 season VI》(TV 아사히)
- 《호보니치의 괴담.》(히카리 TV)
- 《흔적의 도시~12살의 소녀가 본 전쟁~》(NHK BS 프리미엄)

## 4분기
- 《# 원격 러브~보통의 사랑은 나쁜 길~》(닛폰 TV)
- 《3개 취조실~사이타마 애견가 연쇄 살인사건~》(후지 TV)
- 《3명 미혼모~멋진 인생 역전 이야기~》(TV 도쿄)
- 《4개 이상한 이야기~초자연적 미스터리 드라마 SP》(후지 TV)
- 《6 from HiGH＆LOW THE WORST》(닛폰 TV)
- 《7인의 비서》(TV 아사히)
- 《24 JAPAN》(TV 아사히)
- 《30살까지 동정이면 마법사가 될 것 같다》(TV 도쿄)
- 《35세의 소녀》(닛폰 TV)
- 《38세 이혼 독신녀가 일치 앱을 해 본 결과 일기》(TV 도쿄)
- 《BE LOVE》(dTV)
- 《Memories~간호사들의 이야기~》(BS닛폰)
- 《감찰의 아사가오 2》(후지 TV)
- 《검은 가죽 수첩~납치행~》(TV 아사히)
- 《고양이》(TV 도쿄)
- 《고양이 탐정의 사건부 3》(NHK BS 프리미엄)
- 《공연 NG》(TV 도쿄)
- 《공포 그림책》(NHK 교육 텔레비전)
- 《과수연의 여자 20》(TV 아사히)
- 《그래서 나는 메이크업하기》(TV 도쿄)
- 《그 아이의 꿈을 꾸었어요》(TV 도쿄)
- 《그 인연 전해합니다-멜카리 정말로 있었던 이야기-》(머이니치 방송)
- 《극주부도》(요미우리 TV)
- 《기묘한 이야기 `20 가을 특별편》(후지 TV)
- 《기억 수사2~신주쿠 히가시서 사건 파일~》(TV 도쿄)
- 《나고야행 마지막 열차~미카와선 편~》(나고야 TV)
- 《나왔어! 오사나이 3형제》(닛폰 TV)
- 《나이차 결혼》(머이니치 방송)
- 《너의 이름을 좋아한다고 쓴》(낫폰텔레 플러스 드라마·애니메이션·음악 라이브)
- 《노스라이트》(NHK)
- 《놓쳐 형사 3세》(TV 아사히)
- 《당첨사》(TV 아사히)
- 《더 접대~비서의 환대~》(TELASA)
- 《도망자》(TV 아사히)
- 《도쿄 디자인이 태어난 날》(TV 도쿄)
- 《도쿄 타라레바 아가씨 2020》(닛폰 TV)
- 《돈부리 위원장》(BS TV 도쿄)
- 《루팡의 딸(제2시리즈)》(후지 TV)
- 《마네킹 나이트 피버》(닛폰 TV)
- 《망상 switch》(au 스마트 패스 프리미엄)
- 《매리 미!》(아사히 방송)
- 《메이지 개화 신주로 탐정첩》(NHK BS 프리미엄)
- 《미츠히데의 스마트 폰》(NHK)
- 《붉은 수염 3》(NHK BS 프리미엄)
- 《뷔레봔! 2~7인 사무라이편~》(나고야 TV)
- 《바닷가 욱일의 거짓말 쟁이들과》(후쿠시마 중앙 TV)
- 《바벨 큐사쿠》(닛폰 TV)
- 《밤의 연속 TV 소설 웃짱》(NHK)
- 《밤이 얼마나 어두워도》(WOWOW)
- 《부처처럼 나는 죽은》(NHK)
- 《사내 마리지하니》(머이니치 방송)
- 《사랑하는 어머니들》(TBS)
- 《사쿠라의 오야코동(제3시리즈)》(토카이 TV)
- 《살의의 도정》(WOWOW)
- 《서류를 남자가했을뿐》(TBS)
- 《선생님을 없애는 방정식.》(TV 아사히)
- 《세이렌의 참회》(WOWOW)
- 《소년 토라지로 스페셜》(NHK)
- 《슬픈 곰》(NHK)
- 《신해석·삼국지-이문-》(hulu)
- 《심령 마스터 테이프 속편(가제)》(엔타메~테레)
- 《아리스 인 보더랜드》(넷플릭스)
- 《어린이의 음식》(TV 도쿄)
- 《언니의 연인》(칸사이 TV)
- 《언어》(FOD)
- 《역사 미궁에서 탈출~리얼 탈출 게임×TV 도쿄~》(TV 도쿄)
- 《염마당 사라의 추리기담》(NHK)
- 《오초양》(NHK)
- 《와카코와 술 스페셜 히다 양조장 순회》(BS TV 도쿄)
- 《우리는 사랑이 열매 꼭지 너무》(아사히 방송)
- 《우리도 이토 마리카입니다.》(LINE)
- 《우울증 9단》(NHK BS 프리미엄)
- 《위험한 비너스》(TBS)
- 《유감스러운 생물 사전》(TV 도쿄)
- 《이 사랑 데워드릴까요》(TBS)
- 《작가 형사 부스지마 신리》(TV 도쿄)
- 《정말로 있었던 무서운 이야기 2020 특별편》(후지 TV)
- 《준레츠 이야기》(FOD)
- 《짝사랑 구르메 일기》(TOKYO MX)
- 《커리의 노래.》(히카리 TV)
- 《코모리비토》(NHK)
- 《콜드 케이스 3 ~진실의 문~》(WOWOW)
- 《키시베 로한은 움직이지 않는다》(NHK)
- 《타리오 복수 대행 2인》(NHK)
- 《타케우치 료마의 촬영 휴일》(WOWOW)
- 《하루와 아오의 도시락》(BS TV 도쿄)
- 《핸섬 선거》(카나가와 TV)
- 《형사 애프터 5》(TV 아사히)

## 참고 자료
- ja:2020年のテレビドラマ (日本)

## 같이 보기
- 일본의 텔레비전 드라마 목록
- 2020년대 일본의 텔레비전 드라마 목록